# Simona Amânar
Simona Amânar (Constança, 7 de outubro de 1979) é uma ex-ginasta romena, que competiu em provas da ginástica artística.
Amânar disputou dois Jogos Olímpicos, em Atlanta 1996 e Sydney 2000, conquistando sete medalhas, três delas de ouro. Em 2007 entrou para o International Gymnastics Hall of Fame.

## Carreira
Simona é filha de Vasile – um trabalhador industrial - e Sofia – uma dona de casa -, além de irmã mais velha de Andrei.
A carreira da jovem começou quando seus pais assistiram a uma competição na televisão e decidiram levar a filha para um clube de ginástica, quando a criança tinha seis anos. Simona experimentou e gostou. Desde o dia em que iniciou as práticas, seu sonho era ser uma estrela da modalidade. Em 1994, em seu primeiro ano como sênior na equipe romena, contribuiu para a conquista da medalha de ouro por equipes no Campeonato Mundial em Dortmund, Alemanha.
Na Copa Europeia do ano seguinte, Simona consquistou o segundo lugar no individual geral, superada apenas pela russa Svetlana Khorkina. Em seguida, ainda consquistou a medalha de ouro nas provas do solo e do salto. Continuando a boa campanha do ano, Amanâr, no Campeonato Mundial em Sabae, Japão, ajudou a equipe romena a conquistar a medalha de ouro na prova por equipes e conquistou a primeira colocação na prova do salto com a nota 9,781. Sob o score 39,049, fechou o individual geral na quarta posição, atrás da ucraniana Lilia Podkopayeva (ouro), da russa Svetlana Khorkina (prata) e da romena Lavinia Milosovici (bronze). Em sua última final, no solo, terminou na sexta posição. Em janeiro de 1996, no Campeonato Europeu, a ginasta conquistou três medalhas de ouro: por equipes, no salto e nas barras assimétricas. No Campeonato Mundial do mesmo ano, em San Juan, Simona ficou com a prata na prova do solo, com a nota 9,787, atrás da também romena Gina Gogean. Com os resultados dos últimos campeonatos mundiais, Amânar foi aos Jogos Olímpicos em Atlanta, Estados Unidos, como uma das favoritas a conquistar a medalha de ouro no individual geral na ginástica artística feminina. Lá, conquistou quatro medalhas - uma de ouro, uma de prata e duas de bronze. Na prova por equipes ajudou as romenas a conquistarem a medalha de bronze; no individual geral, ficou novamente com a terceira colocação - com a nota 39,067 -, encerrando o evento atrás da ucraniana Lilia Podkopayeva (ouro), e da romena Gina Gogean (prata); no salto conquistou sua primeira medalha de ouro olímpica - com a nota 9,825; Amânar ainda chegou à final do solo, no qual conquistou a medalha de prata com o somatório de 9,850; por fim, em seu último evento, as barras assimétricas, Simona ficou na quinta posição, com a nota 9,787.
No Campeonato Mundial de 1997, disputado em Lausana, Suíça, a ginasta conquistou a medalha de ouro no solo - com a nota 9,712 - e também na prova por equipes; no individual geral ficou com a medalha de prata, com a nota 38,587, superada novamente pela russa Svetlana Khorkina, que conquistou a medalha de ouro. No Campeonato Europeu disputado em São Petersburgo, a ginasta conqusitou uma medalha de ouro na competição por equipes, duas de prata - no all around e no salto – e duas de bronze - no solo e na trave. Na Final da Copa do Mundo, disputado em Sabae, Amânar conquistou duas medalhas de ouro. A primeira delas, na prova do solo, e a segunda, no salto. Em 1999, Amânar continuou a liderar a equipe romena nas competições. No Campeonato Mundial em Tianjin, República Popular da China, mais uma vez junto a equipe romena, conquistou a medalha de ouro por equipes, porém desapontou mais uma vez no concurso geral, onde ficou apenas com a 14ª posição; também conquistou duas medalhas de prata nas provas do solo e do salto.
Junto a equipe da Rússia, a equipe romena - liderada por Amânar - entrou como a favorita na ginástica artística feminina nos Jogos Olímpicos em Sydney. Junto a Andreea Raducan, Maria Olaru, Loredana Boboc, Andreea Isarescu e Claudia Presacan, Simona ajudou a equipe romena vencer a equipe russa por 0,205 ponto de diferença, e conquistar a medalha de ouro. No concurso geral, conquistou originalmente a medalha de prata com a nota 38,642. Porém, com a desclassificação da campeã Andreea Răducan, que no teste antidoping deu positivo para o uso de pseudoefedrina, considerada dopante, acabou herdando a medalha de ouro. Também conquistou a medalha de bronze no solo com a nota 9,712, e ficou na sexta posição na prova do salto, na qual tinha conquistado a medalha de ouro em Atlanta. Ela executou o salto que levaria seu nome, o Amanar, em busca do valor de partida mais alto, mas não conseguiu aterrissá-lo sem dar vários passos. Ainda em 2000, disputou o Campeonato Europeu em Paris, onde conquistou uma medalha de ouro (salto), uma de prata (trave) e uma de bronze (equipes), chegou também a final do solo, onde ficou na quinta posição, e do individual geral, onde ficou na oitava posição. Sua última competição de grande porte foi na super-final da Copa do Mundo, em Glasgow, onde conquistou duas medalhas de prata e uma de bronze.
Ao final de 2000, Amânar anunciou sua aposentadoria. No ano seguinte, deu-se sua cerimônia de retiramento, na qual recebeu um troféu e flores por suas contribuições ao esporte romeno. Pouco depois, a já ex-ginasta, casou-se com o advogado Cosmin. Em 2002, nasceu seu filho, Alexandru Ioan. Até o ano de 2009, a ex-ginasta era técnica da modalidade em seu país. Amanar é ainda a autora do salto sobre a mesa que leva seu nome, o Amanar, um salto do tipo Yurchenko (rondada + flic flac + mortal para trás) com dupla pirueta e meia no ar. Quando executado pela primeira vez, o mesmo valia 10,0. Ao que o código de pontos fora modificado em 2006, este recebeu o chamado valor de dificuldade 6,5 e é um dos saltos mais difíceis já executados na modalidade feminina, utilizado por campeãs mundiais e olímpicas em competições até os dias de hoje, tendo o valor de 5,8 no código de pontos de 2017-2020. Cheng Fei, Jade Barbosa, Simone Biles,  Rebeca Andrade, Maria Paseka, Hong Un Jong, McKayla Maroney e Monica Rosu são exemplos de ginastas que já o executaram com sucesso em competição.

## Principais resultados
| Ano  | Evento                                    | AA                | Equipe            | Salto sobre o cavalo | Trave            | Barras assimétricas | Solo              |
| ---- | ----------------------------------------- | ----------------- | ----------------- | -------------------- | ---------------- | ------------------- | ----------------- |
| 1994 | Campeonato Mundial de Ginástica Artística |                   | Medalha de ouro   |                      |                  |                     |                   |
| 1995 | Campeonato Mundial de Ginástica Artística | Medalha de ouro   |                   |                      |                  |                     |                   |
| 1996 | Jogos Olímpicos                           | Medalha de bronze | Medalha de bronze | Medalha de ouro      |                  | 5º                  | Medalha de prata  |
| 1996 | Campeonato Mundial de Ginástica Artística |                   |                   | Medalha de prata     |                  |                     |                   |
| 1997 | Campeonato Mundial de Ginástica Artística | Medalha de prata  | Medalha de ouro   | Medalha de ouro      |                  |                     |                   |
| 1998 | Final da Copa do Mundo                    |                   |                   | Medalha de ouro      |                  |                     | Medalha de ouro   |
| 1999 | Campeonato Mundial de Ginástica Artística | 13º               | Medalha de ouro   | Medalha de prata     |                  |                     | Medalha de prata  |
| 2000 | Campeonato Europeu                        |                   | Medalha de bronze | Medalha de ouro      | Medalha de prata |                     | 5º                |
| 2000 | Campeonato Mundial de Ginástica Artística |                   |                   | Medalha de prata     | Medalha de prata |                     | Medalha de bronze |
| 2000 | Jogos Olímpicos                           | Medalha de ouro   | Medalha de ouro   | 6º                   |                  |                     | Medalha de bronze |

Obs: Espaços não preenchidos significam provas nas quais a ginasta não participou ou não conquistou medalha.